# The Royal Family
The Royal Family è una serie televisiva creata da Eddie Murphy per il network CBS, andata in onda negli Stati Uniti tra il 1991 e il 1992. È inedita in Italia.
L'11 ottobre 1991, durante una pausa nella registrazione di una puntata, il protagonista e star della serie Redd Foxx ebbe un infarto mortale sul set.

## Trama
La serie racconta la vita del portavoce di Atlanta Alexander Alphonso "Al" Royal e di sua moglie Victoria, che stavano aspettando i pacifici anni di pensione, fino a quando i problemi coniugali portano una lunga visita della figlia Elizabeth e dei suoi tre figli: Kim, Curtis e Hillary.

## Episodi
| Stagione       | N. Episodi | Prima TV USA | Prima TV Italia |
| -------------- | ---------- | ------------ | --------------- |
| Prima stagione | 15         | 1991–1992    | inedita         |

| N° | Titolo                         | Prima TV (USA)    |
| -- | ------------------------------ | ----------------- |
| 1  | Pilota                         | 18 settembre 1991 |
| 2  | Homework Bound                 | 25 settembre 1991 |
| 3  | Me and My Stuff                | 2 ottobre 1991    |
| 4  | Talkin' Baseball               | 9 ottobre 1991    |
| 5  | A Mid-Summer Night's Barbeque  | 30 ottobre 1991   |
| 6  | What's Love Got to Do with It? | 13 novembre 1991  |
| 7  | Educating Al                   | 20 novembre 1991  |
| 8  | New Beginnings                 | 27 novembre 1991  |
| 9  | The Sneakin' Deacon            | 8 aprile 1992     |
| 10 | Status, Bro                    | 15 aprile 1992    |
| 11 | Hello, I Must Be Going         | 22 aprile 1992    |
| 12 | The Frame Game                 | 6 maggio 1992     |
| 13 | Mo' Money                      | 13 maggio 1992    |
| 14 | Cocoa in Charge                | inedito           |
| 15 | The Big Stink                  | inedito           |

## Riconoscimenti
- Young Artist Award
  - Best Young Actor Starring in a New Television Series a Larenz Tate – candidatura
  - Best Young Actress in a New Television Series a Sylver Gregory – candidatura
  - Exceptional Performance by a Young Actress Under Ten a Naya Rivera – candidatura

## Produzione

### Morte di Redd Foxx
The Royal Family era stata ideata come il grande ritorno di Redd Foxx in tv, che non aveva più avuto una serie televisiva di successo fin dalla cancellazione di Sanford and Son nel 1977. Gli ascolti delle prime sette puntate furono molto buoni. L'11 ottobre 1991 Foxx ebbe un forte attacco di cuore durante la registrazione di un episodio. Joshua Rich di Entertainment Weekly scrisse in seguito: "Fu una fine così ironica che per un breve momento gli altri membri del cast pensarono che Foxx, il cui personaggio di Fred G. Sanford negli anni settanta spesso fingeva di avere un infarto in atto, stesse scherzando quando egli si aggrappò a una sedia prima di cadere esanime sul pavimento." Foxx fu trasportato d'urgenza presso il Queen of Angels Hollywood Presbyterian Medical Center, dove morì in serata.
L'ultimo episodio registrato da Foxx prima della morte fu la puntata numero sette, intitolata Educating Al, trasmessa il 20 novembre 1991.
La produzione dello show decise comunque di proseguire le trasmissioni, mandando anche in onda degli spot in memoria di Foxx che includevano la frase «Like any family, The Royal Family will go on» ("Come qualsiasi famiglia, The Royal Family tirerà avanti"). Jackée Harry fu aggiunta al cast come Ruth, la sorella minore di Victoria, trasferitasi presso la famiglia per aiutarli dopo il decesso improvviso di Al. Il personaggio venne introdotto nell'ottavo episodio, scritto dopo la morte di Al Royal/Redd Foxx. Dopo la messa in onda della puntata, The Royal Family fu messa in pausa per qualche tempo così da permettere agli sceneggiatori di riscrivere la serie senza Redd Foxx. Quando lo show riprese nell'aprile 1992, gli ascolti calarono progressivamente a causa della mancanza di Foxx, e la CBS cancellò la serie al termine della prima stagione.